# 55749 Уленшпіґель
55749 Уленшпі́ґель (55749 Eulenspiegel) — астероїд головного поясу, відкритий 15 січня 1991 року.
Тіссеранів параметр щодо Юпітера — 3,177.